# Robert Heuzé
Pour les articles homonymes, voir Heuzé.
Robert Heuzé est un propriétaire, publiciste et homme politique français, né le 1er juin 1873 au Havre et mort pour la France le 15 septembre 1916 à Verdun.

## Biographie
Propriétaire, publiciste et rentier de la région de Senlis, Robert Heuzé est élu député de l'Oise en 1910 lorsque le député sortant Jules Gaillard, dont il était le principal collaborateur, décide de ne pas se représenter.
Il est élu (centre droit) avec 6 507 voix sur 15 791 inscrits. Malgré son étiquette républicaine « progressiste », il siège parmi les non-inscrits à la Chambre des députés.
En 1914, Robert Heuzé perd son siège au profit du radical Georges Decroze, 5 676 voix contre 7 284.
Il est appelé sous les drapeaux lors de la mobilisation générale de l'été 1914, et sert pendant deux ans dans l'infanterie comme sergent. En 1916, son régiment est engagé dans la bataille de Verdun, où il perd la vie, à 43 ans.

## Sources
- « Robert Heuzé », dans le Dictionnaire des parlementaires français (1889-1940), sous la direction de Jean Jolly, PUF, 1960 [détail de l’édition]